# Liste der höchsten Sportligen in Deutschland
Die höchsten Sportligen in Deutschland werden von den jeweiligen Sportfachverbänden veranstaltet. Die meisten der höchsten Sportligen in Deutschland tragen den Namen Bundesliga, sind jedoch teilweise nach regionalen Aspekten in Staffeln unterteilt.
| Sportart                | Männer | Frauen |
| ----------------------- | --- | --- |
| American Football       | German Football League (GFL) German Football League 2 (GFL 2) German Football League Juniors (GFLJ)                                                          | Football-Bundesliga |
| Australian Football     | Australian Football League Germany (AFLG) | - |
| Badminton               | Badminton-Bundesliga 2. Badminton-Bundesliga | Badminton-Bundesliga 2. Badminton-Bundesliga                                                                                                  |
| Baseball                | Baseball-Bundesliga 2. Baseball-Bundesliga | - |
| Basketball              | Basketball-Bundesliga (BBL) 2. Basketball-Bundesliga Nachwuchs-Basketball-Bundesliga (NBBL)                                                                  | 1. Damen-Basketball-Bundesliga (1. DBBL) 2. Damen-Basketball-Bundesliga (2. DBBL)                                                             |
| Billard                 | 1. Bundesliga Dreiband 2. Bundesliga Dreiband (2 Staffeln)                                                                                                   | 1. Bundesliga Dreiband 2. Bundesliga Dreiband (2 Staffeln)                                                                                    |
| Billard                 | 1. Bundesliga Mehrkampf 2. Bundesliga Mehrkampf | |
| Billard                 | 1. Bundesliga Pool 2. Bundesliga Pool (Nord und Süd) | |
| Billard                 | 1. Bundesliga Snooker 2. Bundesliga Snooker (Nord und Süd)                                                                                                   | |
| Billard                 | Bundesliga 5 Kegel | |
| Billard                 | Bundesmannschaftsmeisterschaft Kegel | |
| Bogenschießen           | 1. Bundesliga Bogenschießen 2. Bundesliga Bogenschießen | 1. Bundesliga Bogenschießen 2. Bundesliga Bogenschießen                                                                                       |
| Boule                   | Deutsche Pétanque-Bundesliga | |
| Cricket                 | Cricket-Bundesliga | |
| E-Sport                 | ESL Meisterschaft | ESL Meisterschaft |
| Eishockey               | Deutsche Eishockey Liga DEL2 Deutsche Nachwuchsliga (DNL) | Deutsche Frauen Eishockey Liga |
| Eisstockschießen        | Eisstock-Bundesliga (Herren) | Eisstock-Bundesliga (Damen) |
| Faustball               | Faustball-Bundesliga | Faustball-Bundesliga |
| Fernschach              | Fernschach-Bundesliga | Fernschach-Bundesliga |
| Flag Football           | Deutsche Flag Football Liga | |
| Floorball               | Floorball-Bundesliga 2. Floorball-Bundesliga | Floorball-Bundesliga (Frauen) |
| Fußball                 | Bundesliga (1. Bundesliga) 2. Bundesliga 3. Liga seit der Saison 2008/09 A-Junioren-Bundesliga B-Junioren-Bundesliga                                         | Frauen-Bundesliga 2. Frauen-Bundesliga |
| Gerätturnen             | 1. Bundesliga Herren (DTL) 2. Bundesliga Nord Herren und 2. Bundesliga Süd Herren                                                                            | 1. Bundesliga Frauen 2. Bundesliga Frauen |
| Gewichtheben            | 1. Bundesliga Gewichtheben 2. Bundesliga Gewichtheben | 1. Bundesliga Gewichtheben 2. Bundesliga Gewichtheben                                                                                         |
| Go                      | Go-Bundesliga | Go-Bundesliga |
| Goalball                | Goalball-Bundesliga | Goalball-Bundesliga |
| Handball                | Handball-Bundesliga (HBL) 2. Handball-Bundesliga 3. Liga A-Jugend-Bundesliga                                                                                 | Handball-Bundesliga 2. Handball-Bundesliga3. Liga                                                                                             |
| Hockey                  | 1. Feldhockey-Bundesliga 2. Feldhockey-Bundesliga 1. Hallenhockey-Bundesliga 2. Hallenhockey-Bundesliga                                                      | 1. Feldhockey-Bundesliga 2. Feldhockey-Bundesliga Hallenhockey-Bundesliga                                                                     |
| Inline-Skaterhockey     | ISHD-Bundesliga (Herren) | ISHD-Bundesliga (Damen) |
| Inlinehockey            | Inlinehockey-Bundesliga Deutsche Inline-Hockey-Liga (DIHL)                                                                                                   | |
| Judo                    | Judo-Bundesliga 2. Judo-Bundesliga | Judo-Bundesliga 2. Judo-Bundesliga |
| Kegeln (Bohle)          | Kegel-Bundesliga (Bohle) 2. Bundesliga Nord-West 2. Bundesliga Süd-Ost                                                                                       | Kegel-Bundesliga (Bohle) |
| Kegeln (Classic)        | Kegel-Bundesliga (Classic) 2. Bundesliga West 2. Bundesliga Ost                                                                                              | Kegel-Bundesliga (Classic) 2. Bundesliga West 2. Bundesliga Ost                                                                               |
| Kegeln (Schere)         | Kegel-Bundesliga (Schere) 2. Bundesliga Nord 2. Bundesliga Süd                                                                                               | Kegel-Bundesliga (Schere) |
| Pointfighting Kickboxen | Deutsche Kickbox-Bundesliga (DKBBL) 2. Kickbox-Bundesliga 3. Kickbox-Bundesliga (Regionalliga)                                                               | Deutsche Kickbox-Bundesliga (DKBBL) 2. Kickbox-Bundesliga 3. Kickbox-Bundesliga (Regionalliga)                                                |
| Kleinfeld-Fußball       | German-Soccer-League | |
| Korfball                | Korfball DTB Regionalliga Nord-West Korfball DTB Oberliga Nord-West                                                                                          | Korfball DTB Regionalliga Nord-West Korfball DTB Oberliga Nord-West                                                                           |
| Luftgewehr              | Luftgewehr-Bundesliga | Luftgewehr-Bundesliga |
| Luftpistole             | Luftpistole-Bundesliga | Luftpistole-Bundesliga |
| Minigolf                | Minigolf-Bundesliga 2. Minigolf-Bundesliga | Minigolf-Bundesliga 2. Minigolf-Bundesliga |
| Pétanque                | Deutsche Pétanque-Bundesliga DPB | Deutsche Pétanque-Bundesliga DPB |
| Radsport                | Rad-Bundesliga Mountainbike-Bundesliga | Rad-Bundesliga Mountainbike-Bundesliga |
| Ringen                  | Ringer-Bundesliga 2. Ringer-Bundesliga | |
| Rollhockey              | Rollhockey-Bundesliga | |
| Rollstuhlbasketball     | Rollstuhlbasketball-Bundesliga 2. Rollstuhlbasketball-Bundesliga Nord und 2. Rollstuhlbasketball-Bundesliga Süd                                              | Rollstuhlbasketball-Bundesliga 2. Rollstuhlbasketball-Bundesliga Nord und 2. Rollstuhlbasketball-Bundesliga Süd                               |
| Rudern                  | 1. und 2. Männer-Ruder-Bundesliga | 1. Frauen-Ruder-Bundesliga |
| Rugby                   | Rugby-Bundesliga 2. Rugby-Bundesliga | Rugby-Bundesliga (Frauen) 2. Rugby-Bundesliga (Frauen)                                                                                        |
| Schach                  | Schachbundesliga 2. Schachbundesliga | Schachbundesliga 2. Schachbundesliga |
| Schwimmen               | Schwimm-Bundesliga 2. Schwimm-Bundesliga | Schwimm-Bundesliga 2. Schwimm-Bundesliga |
| Segelflug               | DMSt.-Bundesliga 2. DMSt.-Bundesliga DMSt.-Regionalliga (Nord, Mitte, NRW, BW, Bayern)                                                                       | DMSt.-Bundesliga 2. DMSt.-Bundesliga DMSt.-Regionalliga (Nord, Mitte, NRW, BW, Bayern)                                                        |
| Segeln                  | Deutsche Segel-Bundesliga 2. Deutsche Segel-Bundesliga | Deutsche Segel-Bundesliga 2. Deutsche Segel-Bundesliga                                                                                        |
| Skat                    | Skat-Bundesliga | Skat-Bundesliga |
| Skaterhockey            | Inline-Skaterhockey Deutschland-Bundesliga | |
| Softball                | - | Softball-Bundesliga |
| Speedway                | Speedway-Bundesliga | Speedway-Bundesliga |
| Squash                  | 1. Squash-Bundesliga | 1. Squash-Bundesliga |
| Tennis                  | Tennis-Bundesliga 2. Tennis-Bundesliga Tennis-Bundesliga Herren 30 2. Tennis-Bundesliga Herren 30                                                            | Tennis-Bundesliga 2. Tennis-Bundesliga |
| Tischtennis             | Tischtennis-Bundesliga (TTBL) 2. Tischtennisbundesliga 3. Tischtennisbundesliga, zweigleisig, seit 2014                                                      | Tischtennis-Bundesliga 2. Tischtennisbundesliga 3. Tischtennisbundesliga, zweigleisig, seit 2014                                              |
| Trampolin               | Trampolin-Bundesliga 2. Trampolin-Bundesliga | Trampolin-Bundesliga 2. Trampolin-Bundesliga                                                                                                  |
| Triathlon               | Triathlon-Bundesliga 2. Triathlon-Bundesliga | Triathlon-Bundesliga 2. Triathlon-Bundesliga                                                                                                  |
| Ultimate                | Open: Deutsche Meisterschaft Outdoor 1.–3. Liga Deutsche Meisterschaft Indoor 1.–4. Liga Mixed: Deutsche Meisterschaft Outdoor Deutsche Meisterschaft Indoor | Damen: Deutsche Meisterschaft Outdoor 1.–2. Liga Deutsche Meisterschaft Indoor 1.–2. Liga                                                     |
| Unterwasserrugby        | Deutsche Meisterschaft 1. Bundesliga 2. Bundesliga | Damenliga |
| Volleyball              | Volleyball-Bundesliga 2. Volleyball-Bundesliga (Nord und Süd) Dritte Liga (Nordost, Nordwest, Südwest und Südost)                                            | Volleyball-Bundesliga2. Volleyball-Bundesliga Pro 2. Volleyball-Bundesliga (Nord und Süd) Dritte Liga (Nordost, Nordwest, Südwest und Südost) |
| Wasserball              | Deutsche Wasserball-Liga | Deutsche Wasserball-Liga |